# Corundum
Corundum là một dạng kết tinh của oxide nhôm (Al
2O
3) với một ít tạp chất gồm sắt, titan và crôm và là một trong các khoáng vật tạo đá. Thường corundum tinh khiết không màu, nhưng khi lẫn tạp chất thì có nhiều màu khác nhau. Các mẫu trong suốt được dùng làm đá quý như ruby có màu đỏ, và sa-phia bao gồm các màu còn lại. Sa-phia màu cam sắc tím ở Ấn Độ được gọi là padparadscha và sa-phia màu đỏ nhạt được gọi là patmaraga.
Do corundum có độ cứng cao (corundum nguyên chất có độ cứng là 9,0 theo thang độ cứng Mohs), nên nó có thể rạch xước hầu hết các khoáng vật khác, để lại sau đó vết vạch màu trắng trên các khoáng vật đó. Corundum thường được dùng làm bột mài, từ giấy mài tới các máy lớn trong gia công kim loại, gỗ và nhựa. Một vài dạng emery là hỗn hợp của corundum và các chất khác, khi đó khả năng mài sẽ giảm, và độ cứng trung bình khoảng 8,0.
Ngoài độ cứng cao,　corundum còn có tỷ trọng riêng lớn vào khoảng 4,02 g/cm³, và đây là tỷ trọng rất lớn trong số các khoáng vật được cấu tạo từ các nguyên tố nhẹ như nhôm và oxy.

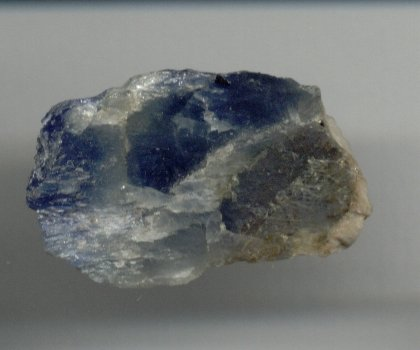
Corundum từ Brasil, khoảng 2 x 3 cm

Corundum có mặt trong các đá biến chất như diệp thạch, gơnai, và đá hoa ở dạng tinh thể. Đôi khi nó xuất hiện trong syenit ít silica và nephelin syenit xâm nhập. Nó cũng có mặt trong các đá xâm nhập siêu mafic ở dạng khối, cùng với đai mạch lamprophyr và kết tinh thành tinh thể lớn trong pegmatit. Do có độ cứng lớn nên corundum khó bị phong hóa và vì vậy nên chúng có thể xuất hiện ở dạng sa khoáng trong lòng sông hoặc bãi biển cát.
Corundum khai thác ở Zimbabwe, Nga và Ấn Độ, thường dùng để sản xuất làm bột mài. Corundum từng được khai thác từ trầm tích phong hóa từ dunit ở Bắc Carolina và từ nephelin syenit ở Craigmont, Ontario. Emery corundum được tìm thấy ở Hy Lạp, đảo Naxos và gần Peekskill, New York. Corundum mài được sản xuất từ bauxit.

## Corundum tổng hợp
Năm 1837, Gaudin đã tạo ra ruby tổng hợp đầu tiên bằng cách nung chảy nhôm ở nhiệt độ cao cùng với một ít crôm làm chất tạo màu. Năm 1847 Edelman đã tạo ra sa-phia trắng bằng cách nung chảy oxide nhôm trong dung dịch acid boric. Năm 1877 Frenic và Freil đã tạo ra corundum tinh thể từ các mảnh đá nhỏ. Frimy và Auguste Verneuil tạo ra ruby nhân tạo bằng cách nung chảy BaF
2 và Al
2O
3 với một ít crôm ở nhiệt độ trên 2000 °C. Năm 1903 Verneuil thông báo đã sản xuất ruby tổng hợp ở mức độ thương mại từ quá trình nung chảy này.
Quy trình Verneuil cho phép tạo ra các tinh thể sa-phia và ruby đơn lẻ với kích thước lớn hơn kích thước có thể tìm thấy trong tự nhiên. Do vậy, con người có thể tạo ra corundum tổng hợp chất lượng cao (làm đá quý) từ quá trình nuôi tinh thể nóng chảy và tổng hợp thủy nhiệt. Bởi vì đây là phương pháp đơn giản để tạo ra corundum, nên số lượng các tinh thể lớn tung ra thị trường làm cho giá của corundum giảm đi trong những năm gần đây. Ngoài tính chất trang trí, corundum tổng hợp còn được sử dụng làm các thành phần trong máy móc (ống, cần, khảm...), tinh thể chống trầy xước và cửa sổ cho các thiết bị quang học, trên các phi thuyền cũng như trong công nghệ laser.